# Strophanthus preussii
Strophanthus preussii är en oleanderväxtart som beskrevs av Adolf Engler och Pax. Strophanthus preussii ingår i släktet Strophanthus och familjen oleanderväxter. Inga underarter finns listade i Catalogue of Life.